# Luis de Milán

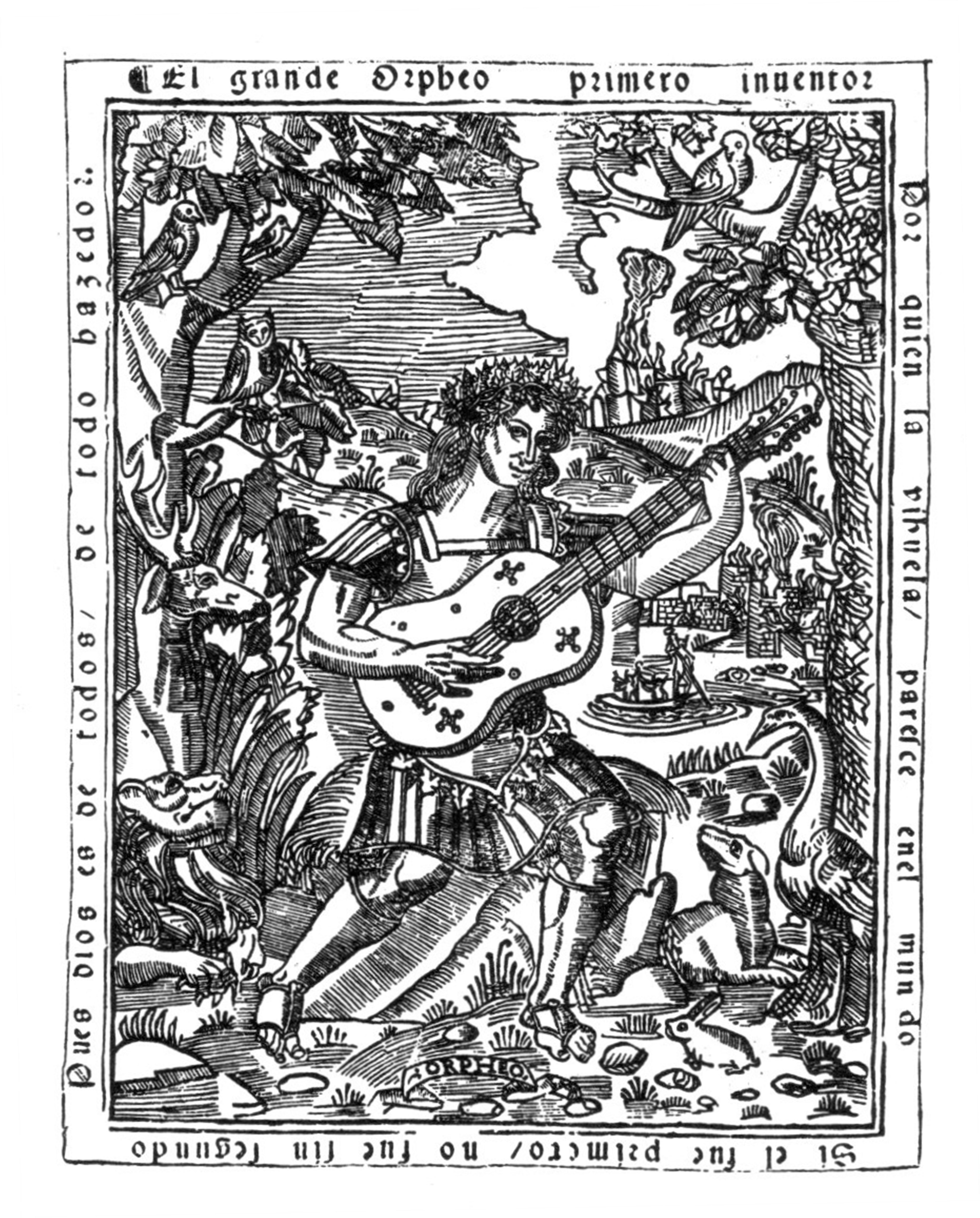
Orphée jouant de la vihuela, d'après El Maestro de Luis de Milán

Luis de Milán (avant 1500 - après 1561), également connu comme Luys de Milán, Lluís del Milà, Lluís Milà, Luys Milán ou Luis Milán, est un compositeur et vihueliste valencien (Couronne d'Aragon) de la Renaissance. Il est connu pour être le premier compositeur qui a publié de la musique pour la vihuela et un des premiers à donner des instructions pour marquer le tempo dans la musique.
Il est probablement né, a vécu la majeure partie de sa vie et est décédé au Royaume de Valence, bien que nous n'ayons pas de sources certaines de cela.

## Biographie
Sa famille était d'origine aristocratique. Ses parents étaient Luys de Milán et Violante Eixarch.
Il a voyagé au Portugal, où il a séjourné à la cour de Jean III, à qui il a dédié son livre El Maestro. Certains indices paraissent indiquer qu'il a voyagé également en Italie. Cependant, le centre de son activité musicale fut Valence, principalement à la cour du vice-roi Ferdinand II d'Aragon et Germaine de Foix, où il a vécu jusqu'en 1538.
Milán a publié trois ouvrages au cours de sa vie, tous à Valence. Parmi ceux-ci, seul le second contient de la musique :
- Libro de Motes de damas y cavalleros, intitulé El juego de mandar, en 1535.
- Libro de música de vihuela de mano intitulé El Maestro, en 1536, connu simplement comme El Maestro. C'est le livre qui contient des œuvres pour vihuela. La musique y est présentée en degré de complexité du simple jusqu'au difficile, ce qui conduit à penser que ce livre était destiné aux apprentis de la vihuela. Il contient 40 fantaisies, 6 pavanes, 12 villancicos (6 en espagnol et 6 en portugais), ainsi que des sonetos (de l'italien sonetto), et d'autres pièces. Quelques-unes de celles-ci sont destinées à la vihuela seule, d'autres pour voix, accompagnée par la vihuela. Certaines demandent une grande virtuosité, encore que les ornementations ne sont pas en général développées. Le style des compositions varie de la simple homophonie jusqu'à la polyphonie. Des chromatismes inusuels y sont présents, que l'on ne trouve pas à cette époque dans la musique des autres pays européens. Il apparait que ce livre a été préparé avec un grand soin : les passages difficiles sont accompagnés de passages de substitution proposés aux interprètes voulant éviter les traits de virtuosité. Il est fourni des indications de tempo ; par exemple : ni muy apriessa ni muy a espacio sino con un compás bien mesurado ("ni trop rapide ni trop lent, mais avec un tempo bien marqué").
- El Cortesano, en 1561. Inspiré de l'œuvre du même nom de Baldassare Castiglione. Il apporte des détails précieux sur la vie quotidienne à la cour de Valence et sur la propre activité musicale de Milán.

La musique de Luis de Milán est appréciée des guitaristes de notre époque, car elle peut être adaptée très facilement à leur instrument.